# Красавицата и Звяра (филм, 1946)
Вижте пояснителната страница за други значения на Красавицата и Звяра.
„Красавицата и Звяра“ (на френски: La Belle et la Bête) е френски черно-бял филм от 1946 г., направен по едноименната приказка. Режисьор и сценарист на филма е Жан Кокто. Участват Жозет Де в ролята на Красавицата и Жан Маре, който изпълнява три роли, включително и тази на Звяра.

## Сюжет
Внимание:  Текстът по-долу разкрива сюжета на произведението (или части от него)!
Беден търговец има три дъщери и син. По-големите сестри се държат зле с най-малката Бел (на френски: Belle – красавица). Един ден търговецът се загубва в гората и попада в странен замък. Откъсва от градината една роза за Бел и с тази постъпка предизвиква гнева на собственика на замъка – ужасен Звяр, който притежава магически сили. Звяра осъжда търговеца на смърт, освен ако не получи някоя от дъщерите му за жена. Бел решава да се пожертва, за да спаси баща си. Заживявайки в замъка, тя открива, че в действителност Звяра не е толкова безчовечен и жесток, колкото изглежда.
В тази версия на популярната приказка е представена допълнителна сюжетна линия, включваща Авенан (Avenant), изигран от Жан Маре, който иска да спечели Бел и се съюзява с нейните сестри и брат. Те се готвят да убият Звяра и да заграбят богатствата му. Според плана сестрите трябва да попречат на Бел, прибрала се за известно време вкъщи, да се върне в двореца на Звяра. В това време Авенан отива до замъка и влиза в магическия павилион – източник на силата на Звяра, но мястото е охранявано от статуята на римската богиня Диана. Нейната стрела пронизва недобронамерения гост и го превръща в звяр. В същото време се разваля магията над истинския Звяр. Когато идва на себе си, той се превръща в човек с красивите черти на Авенан, но без неговите недостатъци.

## Отзвук
Филмът е считан за един от най-добрите в жанра за всички времена. Вероятно образът на Авенан е вдъхновил създаването на образа на Гастон в анимационната адаптация на Дисни от 1991 г.
Американската певица и текстописец Стиви Никс пише своята балада „Красавицата и Звяра“ през 1983 г., след като гледа филма за втори път.